# SV Babelsberg 03
Ne pas confondre avec le Fortuna Babelsberg
Maillots
Actualités
Le SV Babelsberg 03 est un club de football allemand basé à Potsdam.
Initialement, ce club fut fondé dans la localité de Nowawes qui devint Babelsberg en 1938.

## Repères historiques
- 1903 - 1er octobre 1903, fondation du club sous le nom de SPORT-CLUB JUGENDKRAFT 1903.
- 1905 - fondation de FUSSBALL CLUB FORTUNA 05.
- 1919 - 15/02/1919, SPORT-CLUB JUGENDKRAFT 1903 fusionna avec le FUSSBALL CLUB FORTUNA 05 pour former le SPORTVEREIN NOWAWES 03.
- 1938 - SPORTVEREIN NOWAWES 03 fut renommé SPORTVEREIN BABELSBERG 03.
- 1939 - SPORTVEREIN BABELSBERG 03 fusionna avec le SPORTFREUNDE POTSDAM pour former le SPORTVEREINIGUNG POTSDAM 03.
- 1945 - dissolution de tous les clubs par les Alliés.
- 1949 - constitution de la BETRIEBSPORTGEMEINSCHAFT KARL MARX BABELSBERG.
- 1950 : BETRIEBSPORTGEMEINSCHAFT KARL MARX BABELSBERG fut renommé BETRIEBSPORTGEMEINSCHAFT MOTOR BABELSBERG'.
- 1991 - 10/12/1991, BETRIEBSPORTGEMEINSCHAFT MOTOR BABELSBERG' prit le nom de SPORTVEREIN BABELSBERG 03.
- 2007 - le club, alors en 4e division, atteint les seizièmes de finale de la Coupe d'Allemagne. Il s'incline face au VfB Stuttgart (D1).
- 2010 - champion de Regionalliga Nord

## Histoire

### De 1903 à 1945
Le club fut fondé le 1er octobre 1903 dans la localité de Nowawes sous l'appellation de Sport-Club Jugendkraft 1903 avec, entre autres, des sections d'haltérophilie et de lutte. En 1905, un autre club fut créé, le FC Fortuna 05 Nowowes.
Après la Première Guerre mondiale, le 15 février 1919, les deux clubs fusionnèrent pour former le SV Nowawes 03. À l'été 1919, le cercle évolua dans la Kreisliga Berlin-Brandenburg, à l'époque 2e niveau régional.
Lors de la saison 1928-1929, le SV Nowawes 03 fut entraîné par Sepp Herberger, futur légendaire sélectionneur de l'équipe nationale allemande. Après la relégation en Kreisklasse, en 1931, le club repartit de l'avant et accéda à la Gauliga Berlin-Brandenburg, une des seize ligues supérieures créées sur ordre des Nazis dès leur arrivée au pouvoir en 1933. Le SV Nowawes 03 se classa huitième lors de sa première saison. 
En 1938, la ville de Nowawes fut réunie avec Neubabelsberg pour former la ville de Babelsberg. Le club prit alors le nom de SV Babelsberg 03. Seulement 17 mois plus tard, Babelsberg perdit, sur ordre de l'administration hitlérienne, son statut de "Ville" et fut associée à celle de Potsdam. Le SV 03 fut alors fusionné avec le Sportfreunden Potsdam pour former le Sportvereinigung Potsdam 03 ou SpVgg Potsdam 03. Relégué de la Gauliga, en 1938, le club échoua plusieurs fois à remonter mais y parvint en vue de la saison 1943-1944.
En 1945, le club fut dissous par les Alliés, comme tous les clubs et associations allemands (voir Directive n°23).

### BSG Motor Babelsberg
En 1949, un club fut reconstitué sous l'appellation  BSG Karl Marx Babelsberg. Il est considéré comme le successeur du SpVgg 03. En 1950, lors d'une des nombreuses réformes touchant le sport est-allemand, le club fut renommé BSG Motor Babelsberg. La section football de ce cercle resta anonymement dans les divisions inférieures durant les années 1950.
En 1961, les dirigeants politiques décidèrent de créer le SC Potsdam et d'en faire un des grands clubs est-allemands. Pour ce faire, les responsables communistes firent passer la majorité des meilleurs joueurs du BSG Rotation Babelsberg (un autre club de la localité) avec le SC Potsdam. L'expérience "football" du SC Potsdam fut un échec. Le BSG Rotation Babelsberg qui avait été redescendu vers la Bezirksliga Potsdam fut donc sacrifié en vain.
En 1966, la "section football" du BSG Rotation fut alors jointe au BSG Motor Babelsberg. Cet état de fait entraîne parfois des confusions entre les deux clubs.
Le BSG Motor évolua brièvement en DDR-Liga et en redescendit en 1968 après avoir seulement enregistré quatre victoires. Le club retourna en Bezirksliga Potsdam. 
En 1973, le club remonta en DDR-Liga et y resta neuf saisons. En 1978, il fut vice-champion du Groupe B. Deux ans plus tard, il fut relégué. Il remonta en directement et termina une nouvelle fois vice-champion du Groupe B en 1982 et 1984. Lors que le 2e niveau du football est-allemand fut réduit de 5 à 2 séries, le BSG Motor Babelsberg assura son maintien et y resta jusqu'au terme du championnat 1988-1989.
Il rejoua alors deux saisons en Bezirksliga Potsdam.Il fut renommé SV Motor Babelsberg

### SV Babelsberg 03
Le 10 décembre 1991, la section football du SV Motor Babelsberg arrêta et fut alors reconstitué le SV Babelsberg 03. En 1993, le club fut champion de la Landesliga Brandenburg et monta en Verbandsliga Brandenburg. Après avoir décroché deux fois la place de vice-champion, le cercle remporta le championnat 1995-1996 pour accéder en Oberliga Nordost Nord. À nouveau champion, l'année suivante, le cercle monta en Regionalliga Nordost et parvint à y rester lors de la réforme de cette ligue en 2000. 
À la fin du championnat 2000-2001, le SV Babelsberg 03 accéda à la 2. Bundesliga. L'aventure ne dura qu'une saison. Le club connut une seconde relégation consécutive en 2003 pour se retrouver en Oberliga Nordost Nord.
Champion en 2007, le club retrouva la Regionalliga Nord qui l'année suivante devint le 4e niveau du football allemand à la suite de la création de la 3. Liga.